# Resultados do Carnaval de Maués em 2016
Resultados do Carnaval de Maués em 2016.  A escola Em Cima da Hora foi a campeã com o enredo "No jogo da vida, a verde e branco dá as cartas na avenida".

## Escolas de samba
| Colocação | Escola                   | Pontos | Ref.  |
| --------- | ------------------------ | ------ | ----- |
| 1º        | Em Cima da Hora          | 327,4  | [ 1 ] |
| 2º        | Unidos do Ramalho Júnior | 325,9  | [ 1 ] |
| 3º        | Império Verde e Rosa     | 325,8  | [ 1 ] |
| 4º        | Mocidade de Santa Luzia  | 324,9  | [ 1 ] |

## Blocos
| Grupo Especial  | Grupo Especial  | Grupo Especial | Grupo Especial | Grupo Especial |
| Colocação       | Bloco           | Pontos         | Nota           | Ref.           |
| --------------- | --------------- | -------------- | -------------- | -------------- |
| 1º              | Viracopu’s      | 160            |                | [ 1 ]          |
| 2º              | Kbeça de Touro  | 159,5          |                | [ 1 ]          |
| 3º              | Os Mortos Vivos | 157,5          |                | [ 1 ]          |
| 4º              | Toca Folia      | 156,3          |                | [ 1 ]          |
| 5º              | Fura Olho       | *              | Rebaixados     | [ 1 ]          |
| 6º              | Fla Maués       | *              | Rebaixados     | [ 1 ]          |
| Grupo de Acesso |                 |                |                |                |
| Colocação       | Bloco           | Pontos         | Nota           | Ref.           |
| 1º              | Os Brotinhos    | 159,5          | Promovidos     | [ 1 ]          |
| 2º              | Tradição        | 157, 3         | Promovidos     | [ 1 ]          |
| 3º              | Os Estivadores  | 154            |                | [ 1 ]          |
| 4º              | Saúde na Folia  | 150,8          |                | [ 1 ]          |
| 5º              | Bloco ACM       | 144,5          |                | [ 1 ]          |